# Prowincja Al-Buwajra
Prowincja Al-Buwajra (arab. ولاية البويرة, berb. Tubiret, fr. Bouira) – jedna z 48 prowincji Algierii, znajdująca się w północnej części kraju. 
Prowincja ma powierzchnię ponad 4,5 tys. km². W 2008 roku na jej terenach mieszkało prawie 700 tys. ludzi. W 1998 roku w prowincji mieszkało ponad 647 tysięcy ludzi, zaś w 1987 niecałe 525,5 tysiąca osób.